# Gliaugir
Gliaugir (geboren 1954 in Dudweiler, Taufname Volker Schmidt) ist ein deutscher Bildender Künstler, Illustrator, Grafik-Designer und Musiker. Er lebt und arbeitet unter dem Namen Volker Schmidt-Gliaugir in Saarbrücken.

## Werdegang
Von 1976 bis 1981 studierte Volker Schmidt-Gliaugir Design/Kunst in Saarbrücken, bei Oskar Holweck, Robert Sessler und Jo Enzweiler. Sein Studium schloss er als Diplom-Kommunikationsdesigner ab. Zusätzlich nahm er ein Ergänzungsstudium in der Europäischen Kunstakademie Trier im Bereich Zeichnen wahr.
1981 gründete er in Saarbrücken eine Design-Agentur, die er später mit weiteren Partnern als Werbe-Agentur bis 2001 leitete. Neben konventionellen Arbeitsbereichen des Werbe-Designs entwickelte er eine Spezialisierung im Bereich Illustration. Neben Werbe- und Sachillustrationen gestaltete er auch Cover- und Buchillustrationen u. a. für saarländische Autoren wie z. B. Gerd Dudenhöffer, Gerhard Bungert, Charly Lehnert, Detlev Schönauer und Schorsch Seitz. Mit der Agentur gewann er 1991 den Saarländischen Multimediapreis.
Parallel zu seiner Arbeit als Werbedesigner war Volker Schmidt-Gliaugir seit 1972 als bildender Künstler aktiv und stellte international aus, die Werbeagentur gab er auf. Prägend für diese Entscheidung und auch für seine weitere Karriere, war u. a. auch die Begegnung mit dem Künstler und Architekten Cesar Manrique.

### Künstlergruppen und Symposien
Anfang der 1980er Jahre gründete Volker Schmidt-Gliaugir u. a. zusammen mit dem Fotografen Thomas Gundelwein, die Künstlergruppe „deshalb“. Aus dieser Zusammenarbeit entstand mit weiteren Künstlern wie Arnfried Astel und Waltraud Schiffels das Konzept des „Karton“, einer thematisch orientierten Bildersammlung jener Künstler, die in mehreren Auflagen und Serien veröffentlicht wurde.
2002 wurde Schmidt-Gliaugir Gründer und Kurator des „Internationalen Künstler-Symposions Saarbrücken“, das er zusammen mit Carmen Schäfer bis 2015 auf dem Gelände der Saarmesse Saarbrücken organisierte und leitete. 60 Künstler unterschiedlicher Stilrichtungen aus der ganzen Welt wurden dazu geladen und arbeiteten im Symposion vor Ort und Publikum. Unter anderem wurden auch Musiker engagiert, wie z. B. der japanische Komponist und Sound-Künstler Naoki Kenji. Das Symposion stand unter den Schirmherrschaften von Peter Müller, Jo Leinen sowie Annegret Kramp-Karrenbauer. Weiterhin war Volker Schmidt-Gliaugir Jury-Mitglied und künstlerischer Berater des internationalen Symposions „CERDA + CELTOI“., veranstaltet vom Forum Europa, in den Jahren 2005, 2006 und 2007 (Schirmherrschaft Jean-Claude Juncker).

### Themen und Techniken
Neben seiner Tätigkeit als Künstler und Illustrator ist er auch als Dozent für Zeichnen an diversen Institutionen und Bildungsstätten engagiert.
Im Thema vieler künstlerischer und illustrativer Arbeiten von Volker Schmidt-Gliaugir steht in erster Linie der Mensch. Ob realistisch umgesetzt, interpretiert oder karikiert, wird in seinen Bildern/Objekten das menschliche, soziale Verhalten dargestellt. Diverse Techniken kommen dabei zum Einsatz. Die gestalterischen Palette des Künstlers zeigt sowohl konventionelle, analoge Materialien, als auch digitale Medien, wie Grafiktablett und Video. Sowohl klassische Themen und Figuren, Bildnisse der Antike, der Renaissance, des Barock, oder Comic-Szenarien sind Elemente, die er in seinen Bildern einerseits malerisch exakt, andrerseits skizzenhaft darstellt und auch kombiniert. Es lässt sich aber grundsätzlich erkennen, dass in den meisten Arbeiten von Volker Schmidt-Gliaugir die Zeichnung im Vordergrund steht. Dabei lehnt er es ab, in seinem Werk einen gleichbleibenden Stil zu entwickeln, um diesem dann, gering variiert, permanent treu zu bleiben. Seiner Meinung nach schränkt eine Stil-Fixierung die Kreativität ein. Er bezeichnet dies als „verkopft, langweilig, gegen die Evolution“.

### Künstlername
In der keltischen und germanischen Geschichte sehr interessiert und engagiert (z. B. via Illustrationen für archäologische Fachliteratur), stieß Volker Schmidt-Gliaugir bei einer Recherche auf die Beschreibung eines germanischen Brakteates. Dieses Medaillon zeigte die Runenaufschrift "GLIAUGIR WIU RUNOR". Wörtliche Übersetzung: „ich, der Glanzäugige weihe die Runen“. Bedeutung: „Ich, der das glänzende (will sagen "dritte") Auge hat, weihe (ritze, schreibe) die Runen (Zeichen)“. Für Volker Schmidt-Gliaugir war diese Marke ein Synonym seiner Tätigkeit, aus der er eine Identifikation für sich ableitete: „Als Zeichner sieht man die Welt aus einem speziellen Blickwinkel, quasi einem anderen (dritten) Auge und zeichnet (ritzt) sie auf. Eine gute Zeichnung hat zudem eine besondere Ausstrahlung, wenn man so will einen gewissen Zauber.“ Das Pseudonym GLIAUGIR war für eine geraume Zeit der offizielle Name des Künstlers, aktuell verwendet er aber die Kombination mit seinem Geburtsnamen Volker Schmidt-Gliaugir.

### Musiker
Volker Schmidt-Gliaugir war neben seiner bildnerischen Tätigkeit auch lange als Musiker aktiv. So spielte er als Gitarrist, Percussionist und Sänger in mehreren Rock-, Folk-, Jazz-, Punk-, New-Wave-, Funk- und Pop-Bands und komponierte zahlreiche Songs. Mit den Bands Jehli & Weigli, P4 und Citro veröffentlichte er einige Schallplatten und spielte in Jam-Sessions und Konzerten u. a. mit den Gitarristen Thomas Blug, Sammy Vomáčka und Heiner Franz, den Pianisten Claus Krisch und Christoph Mudrich, oder den Drummern Hans Mittermüller, Bernd Wegener und Herman Rarebell (Scorpions).

## Ausstellungen (Auswahl)
- INTERART, Moskau (Katalog), Russland
- Kongresshalle Saarbrücken (anlässl. Max-Ophüls-Preis)
- Europäische Akademie Otzenhausen / Europäisches Bildungszentrum
- Galerie „De Looper“, Amsterdam, Niederlande
- Galerie "L' Etappe", Poitiers, Frankreich
- Internationales Symposium „12 Artistas“, Teguise, Insel Lanzarote, Spanien
- „Exposición Permanente de Cesar Manrique“, Arrecife, Lanzarote (Katalog), Spanien
- Borgo a Mozano, Lucca/Toscana, Italien
- Saarland Museum / Stadtgalerie Saarbrücken
- Saarländischer Rundfunk (Schirmherrschaft Kultusminister Diether Breitenbach)
- Sistel Host, Palma de Mallorca, Spanien
- Installation “Charco Verde”, Puerto Naos, Insel La Palma, Spanien
- Performances "Volcán Chimida" + "Castillo de Guanapay", Lanzarote, Spanien
- "Expo transfrontalière”, via Städtepartner St Avold / Dudweiler
- Galerie Steiner/Schloß Babstadt, Bad Rappenau (Katalog)
- Römermuseum Schwarzenacker, Homburg
- Saarländisches Staatstheater, Saarbrücken
- Vertretung des Saarlandes beim Bund, Berlin
- Internationales Symposion Saarbrücken
- 1. Preis der Aktion “Kunst bewegt” / Saarbrücken